# Canfranc Estación, a Royal Hideaway Hotel
Canfranc Estación, a Royal Hideaway Hotel es un hotel de 5* G.L. situado en el municipio de Canfranc, en el Pirineo Aragonés. El hotel se encuentra situado en la antigua Estación Internacional de Canfranc, que conectaba España con Francia y fue inaugurada en el año 1928 por el rey Alfonso XIII. La estación tuvo algunos años de esplendor, entre 1930 y 1940, pero fue cerrada entre 1945 y 1949 por desacuerdos con el gobierno francés. El grupo hotelero Barceló obtuvo una concesión para rehabilitar la estación convirtiéndola en un hotel de lujo y en un referente de turismo de la región.

## Características
El hotel dispone de 104 habitaciones, cuatro de las cuales son suites de lujo ubicadas en las esquinas. En la planta baja se sitúa la recepción en el antiguo vestíbulo de la estación, la zona wellness, con piscina climatizada, una biblioteca y el restaurante principal. Otro restaurante se encuentra en el interior de dos vagones rehabilitados también en el interior del hotel.